# Кугэ

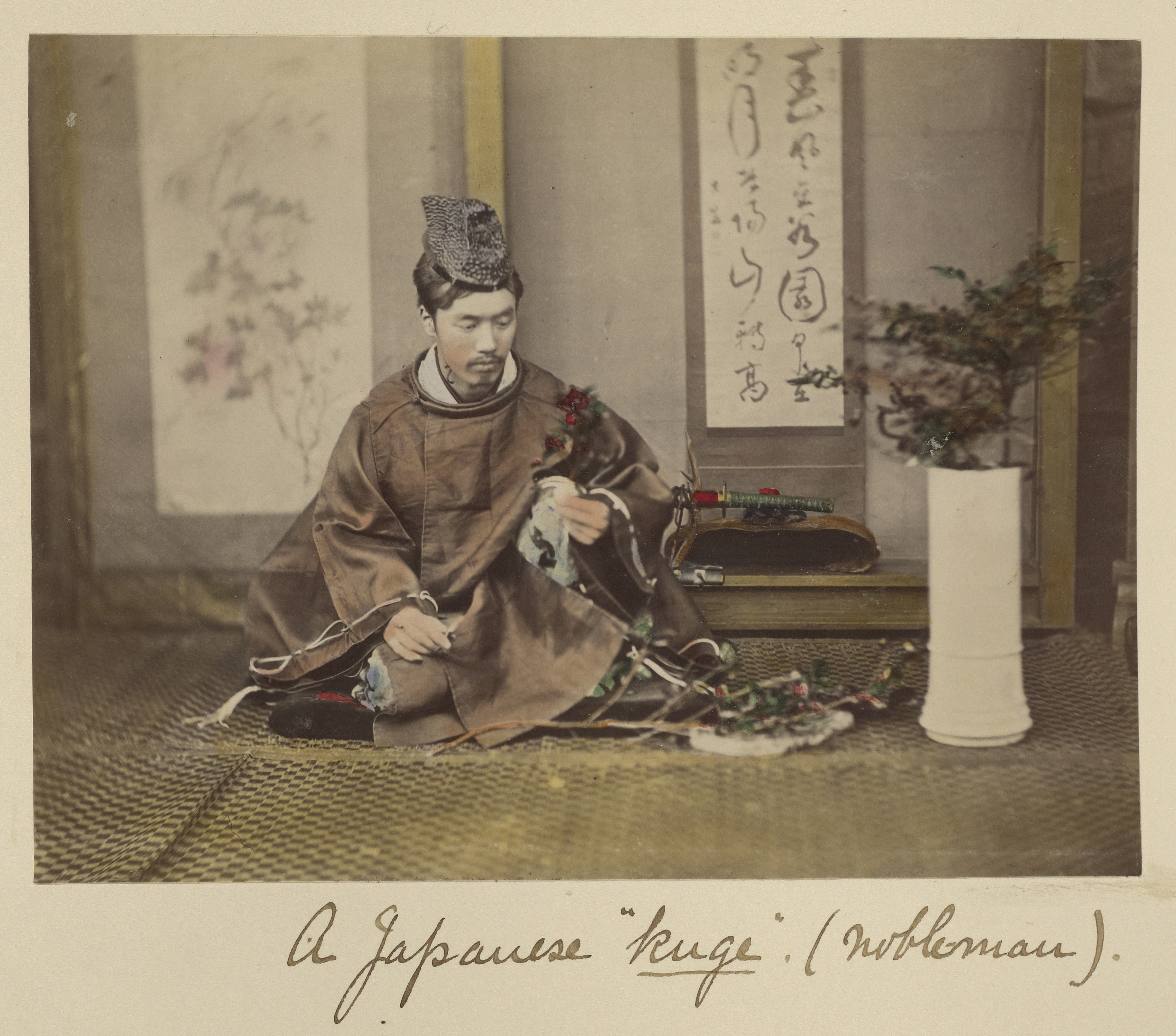
Японский кугэ

Кугэ́ (яп. 公家) — древняя японская несамурайская придворная аристократия. В советской литературе часто назывались родо-племенной аристократией, в противовес к самураям, называемым служилой аристократией. Согласно традициям, жена императора (жена микадо) должна была быть непременно из рода Фудзивара (относящимся к кугэ, а не к самураям). После прихода к власти самураев (ранее считавшихся простолюдинами) кугэ утратили своё влияние, превратившись в украшение императорского двора. В отличие от самураев, были известны своим пацифизмом. В эпоху Хэйан предпочитали жить исключительно в Киото, проводя своё время в занятиях поэзией, отдав всю власть на местах наместникам, которые позже, собрав самурайские дружины, взяли власть в свои руки, превратившись в даймё.

## История
Японская аристократия происходит от местной знати древней Японии, которая входила в политико-административную систему японского государства Ямато на протяжении IV вв. Эта аристократия была сплочена вокруг императорского двора, который с IX века назывался кугэ, то есть «государственным домом». Во второй половине IX века термином «кугэ» стали обозначать всех людей двора, как родовитых бюрократов, так и простых чиновников столицы Киото.
Период Хэйан (794—1185) считается «золотым веком» японских кугэ. В стране царила аристократическая диктатура рода Фудзивара. Многие шедевры японской литературы и искусства были созданы выходцами из состоятельных семей кугэ. Увлечение куртуазной культурой и пренебрежение насущными потребностями государства было главной причиной упадка политического веса аристократии. Как следствие, в Японии созрели предпосылки для захвата ведущей роли в стране региональными лидерами, прежде всего, предводителями самураев.

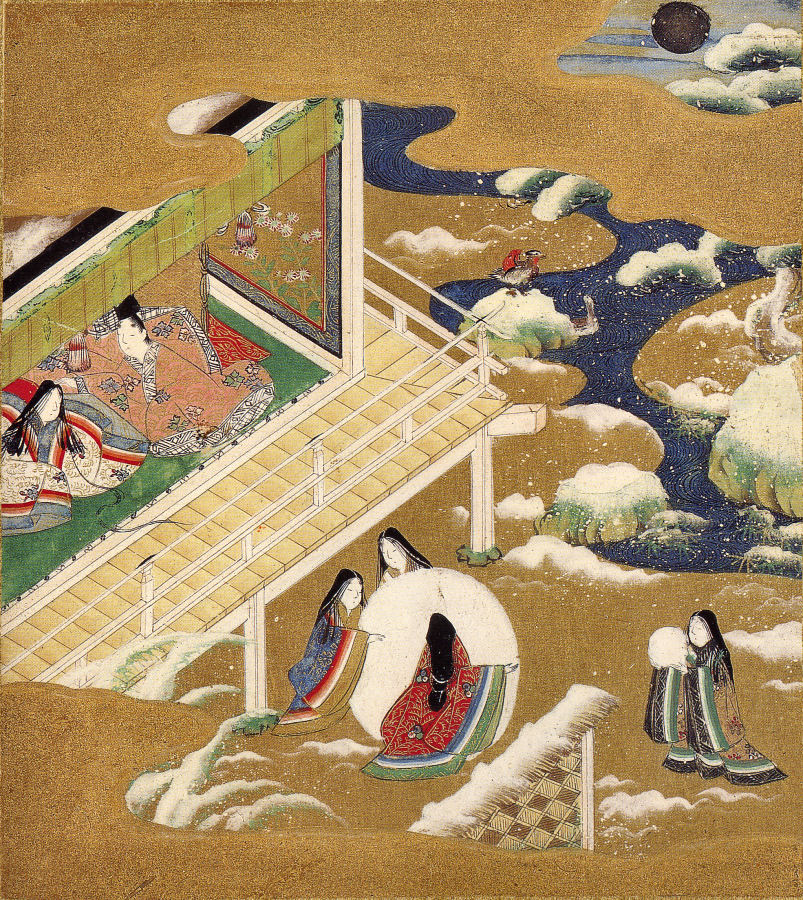
Японские аристократы любуются водопадом во внутреннем дворе усадьбы. Досуг кугэ периода Хэйан

С развалом правовой системы рицурё и образованием Камакурского сёгуната кугэ начали противопоставлять себя «военным домам», так называемым букэ (武家) — самураям. В отличие от военных, которые подчинялись сёгунату, кугэ были составной частью императорского двора. В связи с постепенной утратой последними реальных рычагов власти, роль аристократов в государственной жизни уменьшилась. Последней попыткой политического реванша кугэ стали события реставрации Кэмму, однако она закончилась победой самураев.
Во времена существования сёгуната Муромати (1338—1573) кугэ превратились в лиц, которые имели громкие титулы членов императорского правительства, но практически не влияли на развитие ситуации в стране. Сферой их деятельности стала японская культура, литература и поэзия. В конце XVI века аристократы были лишены даже титулов — они были предоставлены важным соратникам «объединителя Японии» Тоётоми Хидэёси.
Ситуация несколько улучшилась в период сёгуната Токугава (1603—1867). Согласно «Законам об Императорском дворе и кугэ», изданным самурайским правительством в 1615 году, аристократии было возвращено право на получение титулов при условии тотального подчинения новой власти. Однако в целом, кугэ оставались безвольной «прислугой императора». Главным поприщем для них была лишь культура. Из среды аристократов вышло немало выдающихся японских литераторов, поэтов и учёных.
После реставрации Мэйдзи 1869 года, кугэ, вместе с представителями родов провинциальных властителей даймё, были объединены в 1884 году в так называемую новую «японскую знать» кадзоку (华族). Её появление ознаменовалось исчезновением самураев как класса и ликвидацией института аристократов кугэ.

## Классификация
- Сэккэ (яп. 摂家) — могли назначаться сэссё (яп. 摂政) и кампаку (яп. 関白). Высший класс кугэ. Все пять фамилий, принадлежавших к этому классу, являлись потомками Фудзивара-но Митинага (яп. 藤原道長).
- Сэйгакэ (яп. 清華家) — могли назначаться дайдзин (яп. 大臣), включая дайдзё-дайдзин (яп. 太政大臣). Принадлежали к кланам Фудзивара (яп. 藤原) и Минамото (яп. 源).
- Дайдзинкэ (яп. 大臣家) — могли назначаться найдайдзин (яп. 中大臣) и дайнагон (яп. 大納言).
- Уринкэ (яп. 羽林家) — военный класс, могли назначаться дайнагон (яп. 大納言), иногда — найдайдзин (яп. 中大臣).
- Мэйка (яп. 名家) — гражданский класс, могли назначаться дайнагон (яп. 大納言).
- Ханка (яп. 半家) — могли назначаться санги (яп. 参議) и тюнагон (яп. 中納言).